# 朱娥
朱娥（1057年—1066年），越州上虞（今浙江省紹興）人。朱回的女兒。

## 生平
朱娥的母親很早以前就去世，從小就由祖母扶養，治平三年（1066年），朱娥十歲，里中有位名為朱顏的人和朱娥的祖母發生爆發口角，朱顏拿刀要殺朱娥祖母，全家人都很慌恐。朱娥跑到祖母面前，以自身擋住祖母，用手拉住朱顏的衣服說：「寧可讓你殺我，也不能殺我祖母。」祖母因此得以逃脫，但朱娥身中十幾刀，手還緊拉著朱顏的衣服。朱顏惱怒下，割斷朱娥的喉嚨，朱娥因而傪死。這件事被傳開後，朝廷為表彰朱娥的孝行，詔令賜穀粟與布帛。熙寧十年（1077年），會稽令董楷為朱娥立像於曹娥廟裡。
萬曆四十五年（公元1617年），諸娥入祀配享號成了三美祠（曹娥、朱娥、諸娥）。

## 延伸阅读
[在维基数据编辑]
 《宋史·卷460》，出自脱脱《宋史》